# Attersee Straße
Die Attersee Straße (B 151) ist eine Landesstraße in Österreich. Sie verläuft auf einer Länge von 39,5 km durch das Salzkammergut. Die Attersee Straße beginnt in Timelkam an der Wiener Straße (B 1) und führt entlang des Westufers des Attersees und des Nordufers des Mondsees bis zur Gemeinde Mondsee.

## Geschichte

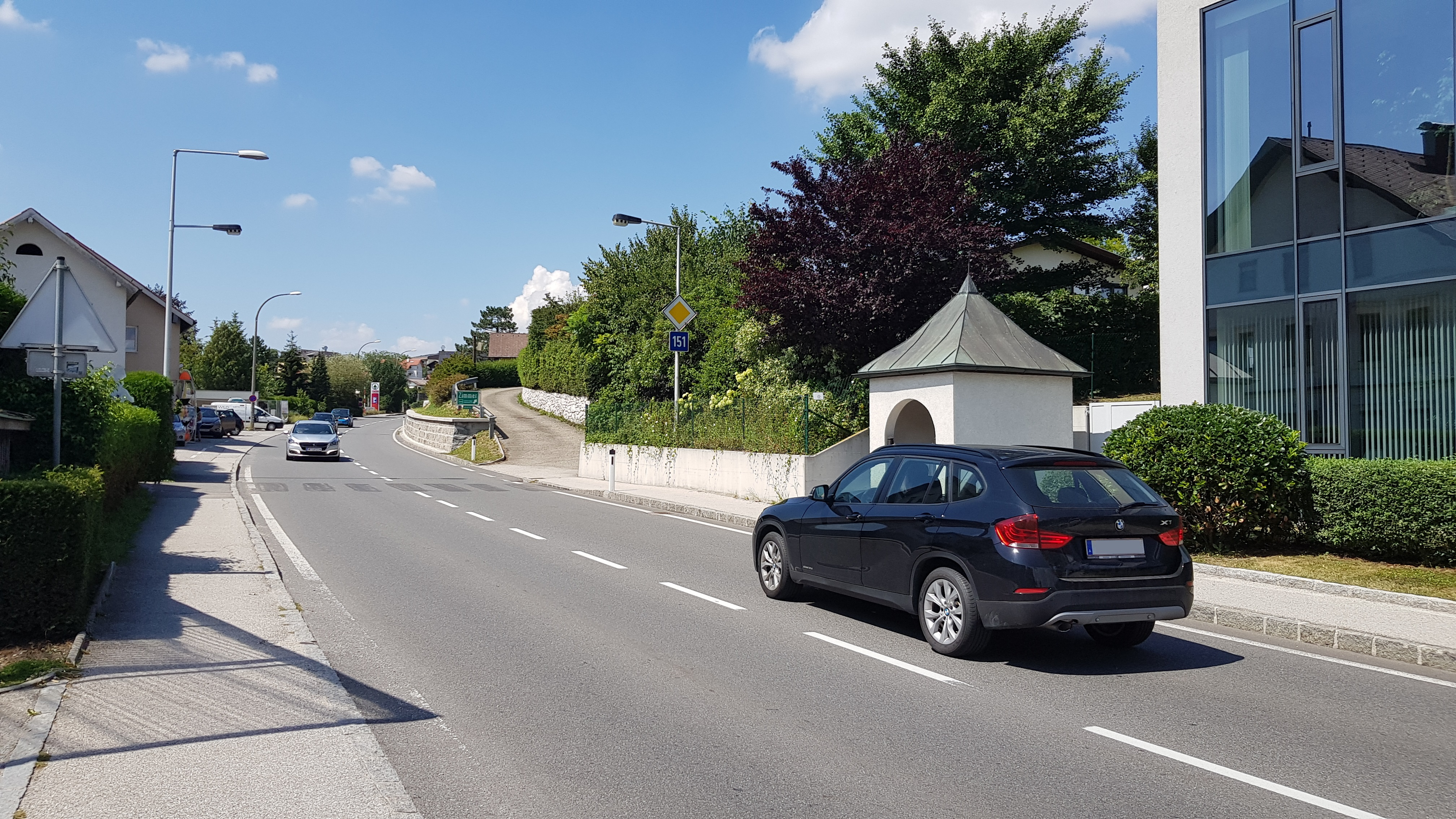
Attersee Straße in Seewalchen am Attersee

Die 25,8 km lange Atterseer Bezirksstraße begann in Timelkam und endete in Weißenbach am östlichen Ufer des Attersees. Seit 1932 wird jedoch die Straße am westlichen Ufer des Attersees als Atterseestraße bezeichnet. In Unterach mündete sie in die Mondseestraße.
Nach dem Anschluss Österreichs wurde das oberösterreichische Straßennetz nach reichsdeutschem Vorbild neu geordnet. Die Straße zwischen Attersee und Schörfling wurde am 1. April 1940 zur Landstraße I. Ordnung erklärt und als L.I.O. 12 bezeichnet.
Die Attersee Straße gehört seit dem 1. April 1948 zum Netz der Bundesstraßen in Österreich. Sie führte von Mondsee aus weiter über Thalgau bis Hof. Seit dem 1. Dezember 1973 endet die Attersee Straße in Mondsee, der ehemalige Streckenabschnitt zwischen Mondsee und Hof wurde zur Landesstraße abgestuft.